# Jerusalemtag

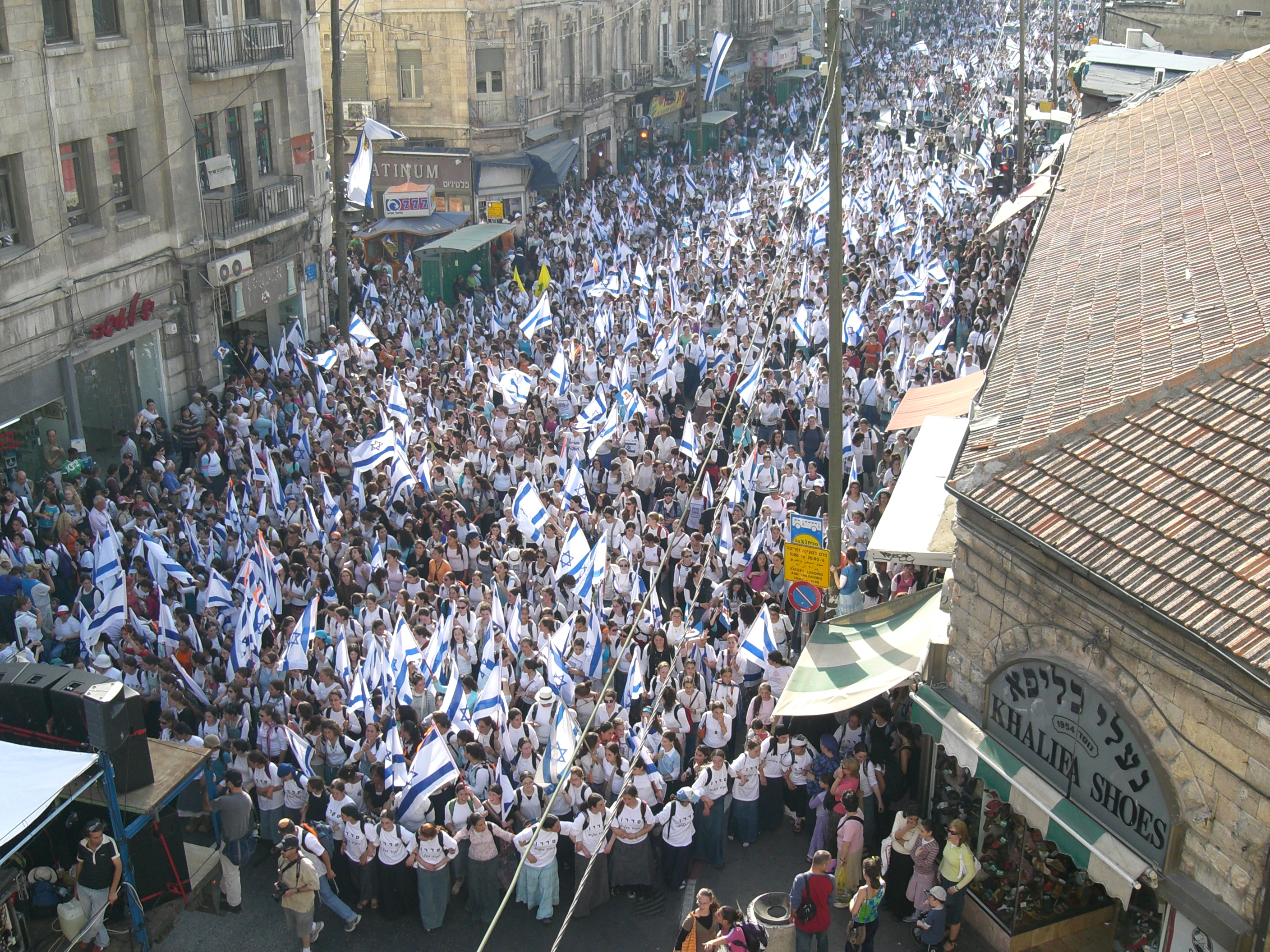
Feier des Jerusalemtags in der Jerusalemer Jaffastraße am 25. Mai 2006

Der Jerusalemtag (hebräisch Jom Jeruschalajim יום ירושלים) ist ein israelischer Feiertag. Er findet nach dem jüdischen Kalender jeweils am 28. Ijjar statt.

## Charakterisierung
An diesem Tag feiert die jüdische Bevölkerung Israels, hauptsächlich diejenige von Jerusalem selbst, die Wiedervereinigung der Stadt Jerusalem. Während des Sechstagekriegs 1967 besetzte Israel Ostjerusalem. Durch den israelischen Sieg wurden die beiden bis dahin getrennten Teile von Jerusalem unter israelischer Besatzung vereinigt und die Flagge Israels auf dem Tempelberg gehisst.
Für die palästinensische Bevölkerung Jerusalems stellt der Jerusalemtag eine Provokation dar.
Der Journalist Bradley Burston beschreibt den Marsch durch die von Israel besetzte und später annektierte Altstadt von Jerusalem in einem Artikel in Haaretz als
alljährlichen, nach Geschlechtern getrennten, rechtsextremen, religiösen Karneval des Hasses, der den Jahrestag der israelischen Eroberung Jerusalems feiert, indem er die palästinensischen Muslime der Stadt erniedrigt. Die Teilnehmer verwüsteten Geschäfte in Jerusalems muslimischem Viertel, skandieren »Tod den Arabern« und »Der (jüdische) Tempel wird gebaut, die (Al-Aqsa-)Moschee wird niedergebrannt«, zerschlagen Fenster und Türschlösser und schütteten Klebstoff in die Schlösser von Geschäften, die aus Angst vor weiteren Schäden schließen müssen.
Nir Hasson charakterisierte den Flaggenmarsch in Haaretz als »jährliches Pogrom«, bei dem Hunderte nicht nur Hass-Lieder singen und rassistische Losungen skandieren, sondern auch palästinensisches Eigentum angreifen, Schlösser aufbrechen, Waren stehlen, Ladenschilder zertrümmern, mit ihren Fahnenstangen auf die Geschäftstüren einschlagen, hunderte rassistische Aufkleber anbringen und so weiter.

## Der Jerusalemtag im Gregorianischen Kalender
Das Datum dieses Tages variiert nach dem gregorianischen Kalender: Jeder Festtag beginnt am Vorabend, denn im jüdischen Kalender dauert der Tag vom Vorabend bis zum Abend des Tages – nicht von 0 bis 24 Uhr.
| Jüdischer Kalender | Gregorianisches Datum |
| ------------------ | --------------------- |
| 28. Ijjar 5784     | 5. Juni 2024          |
| 28. Ijjar 5785     | 26. Mai 2025          |
| 28. Ijjar 5786     | 15. Mai 2026          |
| 28. Ijjar 5787     | 4. Juni 2027          |

## Geschichte
Der Ost-Teil Jerusalems war von 1948 bis 1967 von Jordanien besetzt. Im Sechstagekrieg wurde er von Israel erobert. Seitdem haben Juden seit 19 Jahren wieder Zugang zur Altstadt und damit auch zur Klagemauer. Zum ersten Mal seit dem Jahr 70 n. Chr. (Zerstörung der Stadt durch die Römer) standen der Tempelberg und die Klagemauer somit wieder unter jüdischer Kontrolle. Die Annexion Ostjerusalems durch Israel wurde im Jerusalemgesetz vom 30. Juli 1980 verankert, die in der Resolution 478 des UN-Sicherheitsrates für nichtig erklärt wurde.
Am 12. Mai 1968 legte die Regierung Israels fest, den Feiertag auf den 28. Ijjar zu legen. Genau ein Jahr zuvor fand die militärische Eroberung des arabischen Teils Jerusalems statt. Der Feiertag hat allerdings erst seit 1998 seinen nationalen Status: Am 23. März 1998 beschloss die Knesset via „Jerusalemtag-Gesetz“, den Jerusalemtag als nationalen Feiertag einzuführen.
Die Feierlichkeiten am 10. Mai 2021 wurden durch Raketenangriffe der Hamas aus dem Gazastreifen gestört. Insgesamt schlagen sieben Raketen im judäischen Bergland westlich von Jerusalem ein, darunter in Kiriat Anavim, Givat Jearim und Abu Gosch. Verletzt wurde niemand und mehrere Raketen konnten vom Abwehrsystem Iron Dome abgefangen werden.

## Jerusalemer Flaggenmarsch und rassistische Übergriffe
Während des Jerusalemtages ziehen regelmäßig israelische Rechts-Nationalisten, National-Religiöse und Rechtsextremisten durch das Muslimische Viertel der Jerusalemer Altstadt. Der Flaggenmarsch fällt regelmäßig durch mitunter gewalttätige Übergriffe und insbesondere rassistische Äußerungen gegen Araber und Muslime auf. Die letzten Jahre hindurch riefen Teilnehmer des Marsches Slogans wie „Tod den Arabern“, „Ein toter Araber ist ein guter Araber“ und „Die zweite Nakba (Vertreibung der Palästinenser) kommt bald.“
Beim Flaggenmarsch 2025 kamen neue rassistische Losungn dazu: »Es gibt keine Schule in Gaza, es sind keine Kinder mehr übrig«, »Lasst die IDF die Araber ficken« und »Macht Gaza platt«. Die rechtsextreme Bewegung Im Tirtzu trug beim Tor zur Altstadt ein riesiges Transparent mit der Aufschrift »Ohne Nakba gibt es keinen Sieg« – ein Slogan, der auch auf T-Shirts der Teilnehmer gedruckt war.
Nir Hasson schrieb dazu: »Es ist bemerkenswert, dass all dies von der Stadtverwaltung von Jerusalem finanziert wird, die den Marsch dieses Jahr ohne Ausschreibung mit 700.000 Schekel unterstützte.«

## Kontroverse
Jerusalem ist vor allem von den beiden Bevölkerungsgruppen der Juden und Araber bewohnt. Die Araber leben konzentriert im Ostteil der Stadt. Die Feiern zur Eroberung und Annexion von Ostjerusalem werden von manchen arabischen Einwohnern als Eingriff in ihre persönliche Umgebung und Provokation empfunden.
Jossi Sarid schrieb in der Tageszeitung Ha’aretz zum Jerusalem-Tag 2011: „Der Jerusalem-Tag ist ein künstlicher Feiertag, den nur die religiös-zionistische Bewegung, die Siedler, Angestellte, die dafür extra angekarrt werden, der Präsident, der Bürgermeister und Kanal 1 groß feiern. Die meisten Bürger Israels wissen nichts von seiner Existenz und wollen auch nichts davon wissen.“ Er beschreibt die Diskriminierung und die Schikanen gegen die palästinensische Bevölkerung in Jerusalem und schließt: „Die jährlichen Feiern ... können nicht über die Verwesung, die Unterdrückung und die Diskriminierung hinwegtäuschen.“
Der Al-Quds-Tag (nach dem arabischen Namen für Jerusalem) wurde 1979 vom iranischen Revolutionsführer und Ayatollah Ruhollah Chomeini auf den letzten Freitag des islamischen Fastenmonats Ramadan gelegt.
In Israel hingegen wird der Judenvertreibungen aus arabischen und islamischen Ländern von ca. 850.000 Menschen jüdischen Glaubens jährlich am 30. November gedacht.